# Inside All the People
Inside All the People è un singolo del gruppo musicale italiano Planet Funk, pubblicato nel 2001 come secondo estratto dal primo album in studio Non Zero Sumness.

## Descrizione
Il brano è stato scritto da Domenico Canu, Sergio Della Monica, Marco Baroni e Alex Neri e registrato dai Planet Funk. La parte vocale del brano è cantata da Dan Black.

## Video musicale
Il videoclip è stato prodotto dalla HLA e diretto dai registi Stuart Rideout e Grant Freeman.
Il video inizia con il sottofondo di Chase The Sun proveniente dalla radio portatile di un uomo (già presente nel video della canzone Chase the Sun). Una folla di gente che si muove a velocità folle, la musica comincia quando viene ripreso un palazzo a vetri, e li Dan Black inizia a eseguire il pezzo dentro a una stanza, fermo davanti a una vetrata seguendo con lo sguardo quel che succede giù in strada. Ad un certo punto la telecamera si sofferma su un uomo e una donna che si urtano involontariamente. I due si fissano e improvvisamente si buttano contro la vetrata come colpiti da qualcosa, e li iniziano la coreografia ballando sulle vetrate del palazzo dove i Planet funk li seguono con attenzione. Successivamente i due ballerini cadono giù abbracciati, ma senza farsi male, come se tutto si fosse svolto nelle loro menti e proseguono per la loro strada.

## Tracce
CD Single
1. Inside All the People (Radio Edit) – 3:58
2. Inside All the People (Deep Dish Tata 80s Mix)

CD Maxi
1. Inside All The People (Radio Edit) – 4:00
2. Inside All The People (Harvey's Tenax Club Dub) – 6:59
3. Inside All The People (Deep Dish Tata 80's Mix) – 8:53

## Classifiche

### Classifiche internazionali
| Classifica (2001) | Posizione più alta |
| ----------------- | ------------------ |
| Svezia            | 53                 |
| Italia            | 9                  |

### Classifica italiana
| Posizione | 15 | 20 | 16 | 13 | 9 | 14 | 10 | 9 | 14 | 13 | 20 |